# Messor aralocaspius
Messor aralocaspius es una especie de hormiga del género Messor, subfamilia Myrmicinae. 

## Distribución
Esta especie se encuentra en Rusia, Irán, Kazajistán y Turkmenistán.